# Hak Ja Han
Hak Ja Han (한학자; Hanja: 韓鶴子; geboren am 10. Februar 1943,* 6. Januar 1943, Mondkalender) ist seit dem Tod ihres Ehemanns Sun Myung Moon, die geistliche Leiterin der Vereinigungskirche.
Hak Ja Han Moon wird von ihren Anhängern und Unterstützern, Wahre Mutter und oft auch Mutter des Friedens genannt.

## Leben
Hak Ja Han wurde im April 1960 mit 17 Jahren an den 23 Jahre älteren Moon verheiratet. Aus der Ehe gingen vierzehn Kinder hervor.   Zehn Kinder leben noch und sie hat über 30 Enkelkinder.
Die internationalen Organisationen der Vereinigungskirche wurden 1994 unter der sogenannten The Family Federation for World Peace and Unification zusammengefasst und Han als deren Präsidentin eingesetzt. Im Jahr 2000 wurde Han von Moon zur sogenannten True Mother ernannt. Damit wurde sie in der spirituellen Hierarchie auf dieselbe Ebene wie Moon selbst gestellt, der sich True Father nennen ließ. Mit diesem Schritt fiel Han eine zentrale Führungsrolle in der Organisation zu. In ihrer Autobiographie spricht sie über die einprägsamen Worte ihrer Mutter: Gott ist Dein Vater. Ihre Überzeugung Gottes Tochter zu sein ist es natürlich für sie respektvoll, Mutter des Friedens genannt zu werden.
Die Massenhochzeiten, für welche die Vereinigungskirche seit den 1960er Jahren bekannt ist, werden seit Moons Tod von Hak Ja Han geleitet. Sie ist somit in den Augen ihrer Anhänger die neue spirituelle Führerin der Vereinigungskirche und allen Organisationen.

## Frauenföderation für den Weltfrieden
1992 gründete sie die NGO Women’s Federation for World Peace (Frauenföderation für Weltfrieden) und reiste in ihrem Namen um die Welt und hielt Treffen und Ansprachen. Die Frauenföderation für Weltfrieden International (WFWPI) gibt es in über 100 Ländern und hat den Beraterstatus mit dem Wirtschafts- und Sozialrat der Vereinten Nationen.(ECOSOC) Der Zweck des WFWP besteht darin, Frauen zu ermutigen, sich aktiver für die Förderung des Friedens in ihren Gemeinden und der Gesellschaft insgesamt einzusetzen. Die WFWP umfasst 143 Mitgliedsländer.

## Sunhak-Friedenspreis
Der Sunhak-Friedenspreis wurde von Hak Ja Han ins Leben gerufen, um das Vermächtnis ihres verstorbenen Mannes, Rev. Sun Myung Moon, zu würdigen.
Der Sunhak-Friedenspreis wird nicht auf der Grundlage der Popularität einer Person verliehen, sondern auf der Grundlage wichtiger Beiträge von Einzelpersonen oder Organisationen zum Ideal des Friedens. Er würdigt und fördert Innovationen im Bereich der menschlichen Entwicklung, der friedlichen Konfliktlösung und dem Umweltschutz.
Die ersten Sunhak-Preisträger im Jahr 2015 waren der kiribatische Präsident, Anote Tong, für seine Bemühungen, das Bewusstsein für die Bedeutung des Klimawandels zu schärfen, und der indische Aquakultur-Forscher, Modadugu Vijay Gupta.
Zu den Preisträgern zählten die afghanische Pädagogin Sakena Yaccobi und der internationale Gesundheitsdienstleister Gino Strada und die somalische Menschenrechtlerin Waris Dirie und Akinwumi Adesina (2019), der sich für Entwicklung in Afrika einsetzt.
Auf dem World Summit 2020 in Südkorea erhielt Ban Ki-moon, ehemaliger Generalsekretär der Vereinten Nationen, den ersten Sunhak Peace Prize Founder’s Award für seine Führungsrolle in Umweltfragen und die Festlegung der Ziele für nachhaltige Entwicklung. Darüber hinaus wurden in diesem Jahr der lutherische Bischof Munib A. Younan und der senegalesische Präsident Macky Sall als Preisträger für ihren Einsatz für Frieden und Wohlstand in Afrika geehrt.
Auf dem Weltgipfel 2020 wurde der Sunhak-Friedenspreis an die Virologin und Professorin der Universität Oxford, Sarah Gilbert, und Gavi, The Vaccine Alliance, für ihre Beiträge zur Impfstoffentwicklung und Verteilung verliehen. Der kambodschanische Premierminister Hun Sen erhielt den 2. Gründerpreis des Sunhak-Friedenspreises für seine Leistungen beim Aufbau des Friedens in der Welt.

## Kritik
Von 1995 bis 2007 bestand ein Einreiseverbot des deutschen Bundesinnenministeriums für Hak Ja Han und ihren Ehemann, das damit begründet war, dass die Vereinigungsbewegung zu den Jugendsekten und Psychogruppen gehöre, deren Aktivitäten junge Menschen gefährden könnten.
Im November 2006 wurde diese Verfügung vom Bundesverfassungsgericht aus Gründen der Religionsfreiheit aufgehoben und an das Oberverwaltungsgericht (OVG) Rheinland-Pfalz zurückverwiesen. Das OVG hob das Einreiseverbot im Mai 2007 auf, weil nur erhebliche Gefahren für die öffentliche Sicherheit und Ordnung oder für die nationale Sicherheit solche Einreiseverbote begründen könnten.
Manche sagen, dass der Führungsstil in der Vereinigungskirche als autoritär gesehen wird. Manche bezeichnen die Vereinigungskirche als Moon-Sekte.